# 高橋金治郎
高橋 金治郎（たかはし きんじろう、1879年2月28日 - 1959年6月30日）は、日本の政治家。衆議院議員（2期）。

## 経歴
新潟県出身。三島郡西越村（のち出雲町→出雲崎町、一部は和島村→長岡市）長、同村議、新潟県議、西越村農会、同地主会、同教育会各会長、三島郡農会、同地主会各評議員、同産牛馬組合副会長、同青年会長、新潟時事新聞副社長、長岡日報社長を務める。
1920年の第14回衆議院議員総選挙において新潟8区から立憲政友会公認で立候補して初当選。1924年の第15回衆議院議員総選挙で落選。1928年の第16回衆議院議員総選挙では新潟3区から立候補して復帰。1930年の第17回衆議院議員総選挙で落選。1932年の第18回衆議院議員総選挙で復帰。1936年の第19回衆議院議員総選挙で落選した。1959年死去。